# British Army of the Rhine
Con il termine Armata britannica del Reno (in lingua inglese British Army of the Rhine o BAOR) si fa riferimento alle forze di occupazione britanniche presenti sul territorio tedesco, stanziate la prima volta al termine della prima guerra mondiale e la seconda volta al termine della seconda guerra mondiale.
In quest'ultimo caso le forze britanniche, con la dissoluzione del Terzo Reich, occuparono un vasto territorio tra lo Schleswig-Holstein e l'attuale Renania Settentrionale-Vestfalia dal 1946 al 1955, anno in cui terminò ufficialmente l'occupazione alleata della Germania. In realtà con l'inizio della Guerra fredda, la missione del BAOR cambiò completamente: il contingente britannico, costituito dalle migliori unità meccanizzate del British Army, divenne l'elemento più efficiente del raggruppamento di forze schierato dalla NATO nel settore settentrionale della Repubblica Federale Tedesca (Northern Army Group) e avrebbe dovuto affrontare un eventuale attacco corazzato del Patto di Varsavia in direzione della Bassa Sassonia.

## Storia

### 1919-1929

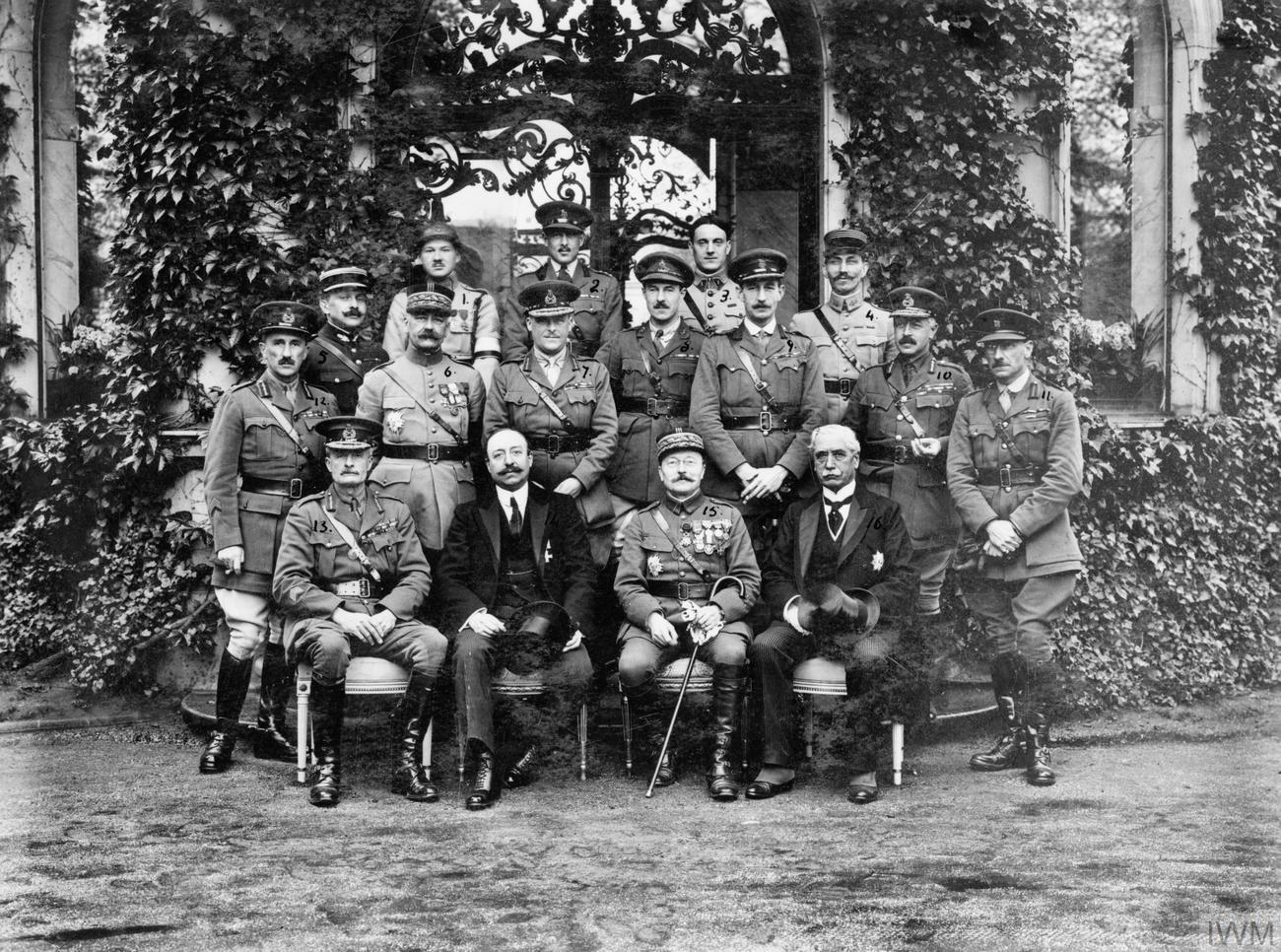
Formale foto di gruppo degli ufficiali e dei commissari britannici e francesi fuori dalla casa del Comandante in Capo delle Armate Alleate di Occupazione, Marienberg.

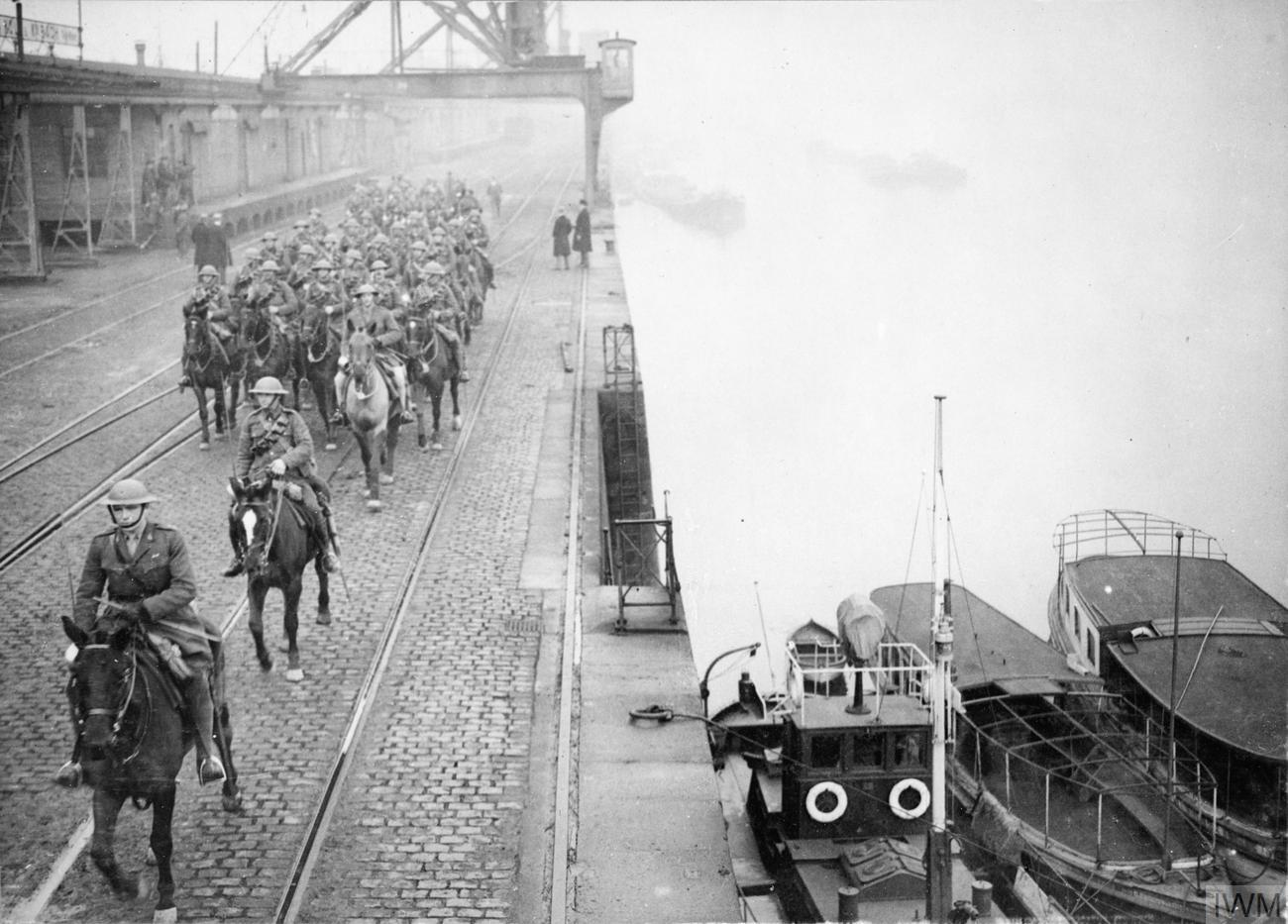
18th Hussars a Colonia, 6 dicembre 1918.

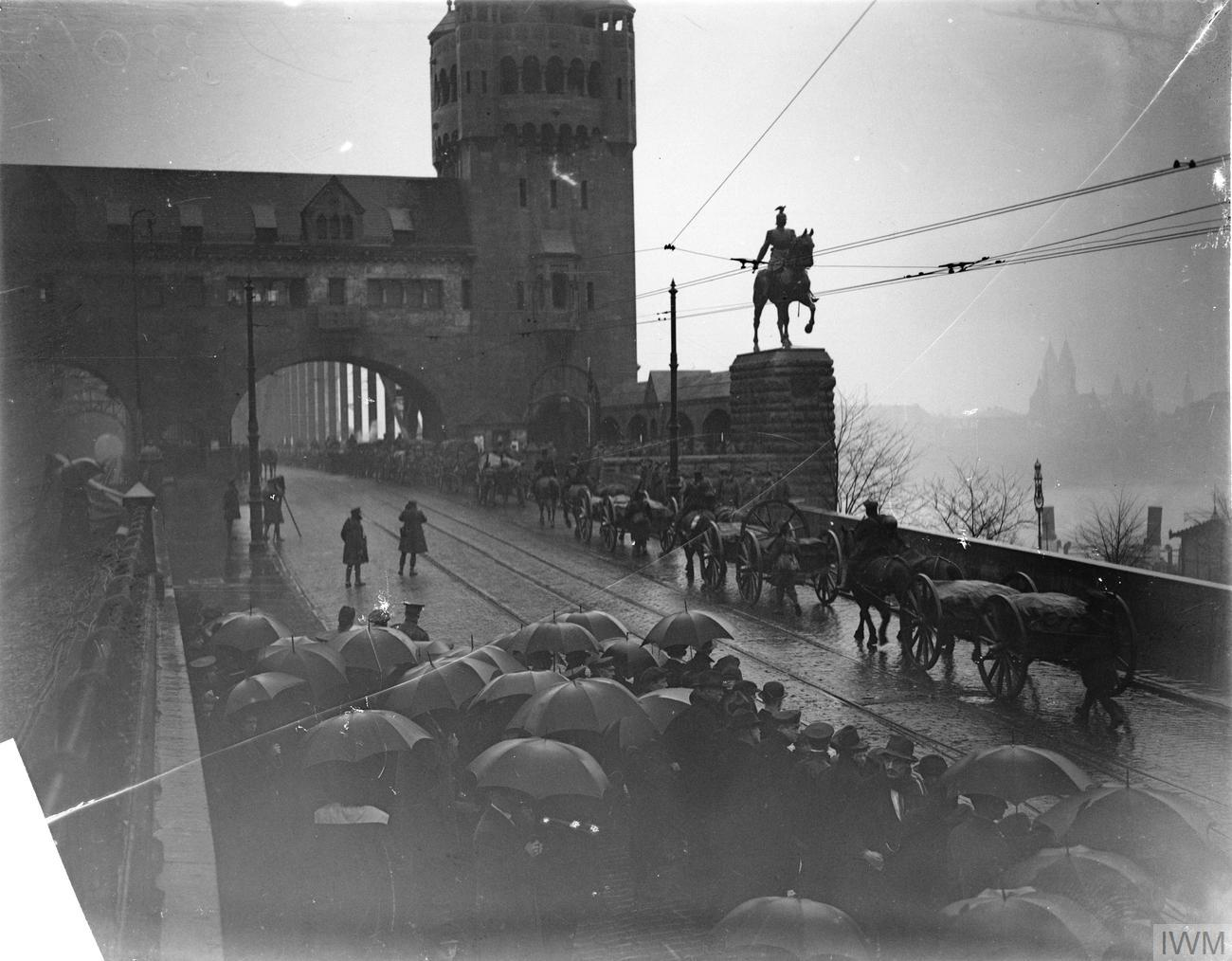
Il feldmaresciallo Lord Plumer, Ufficiale generale comandante in capo della British Army of the Rhine, che prende il saluto dalla 29ª divisione che entra a Colonia dal ponte Hohenzollern

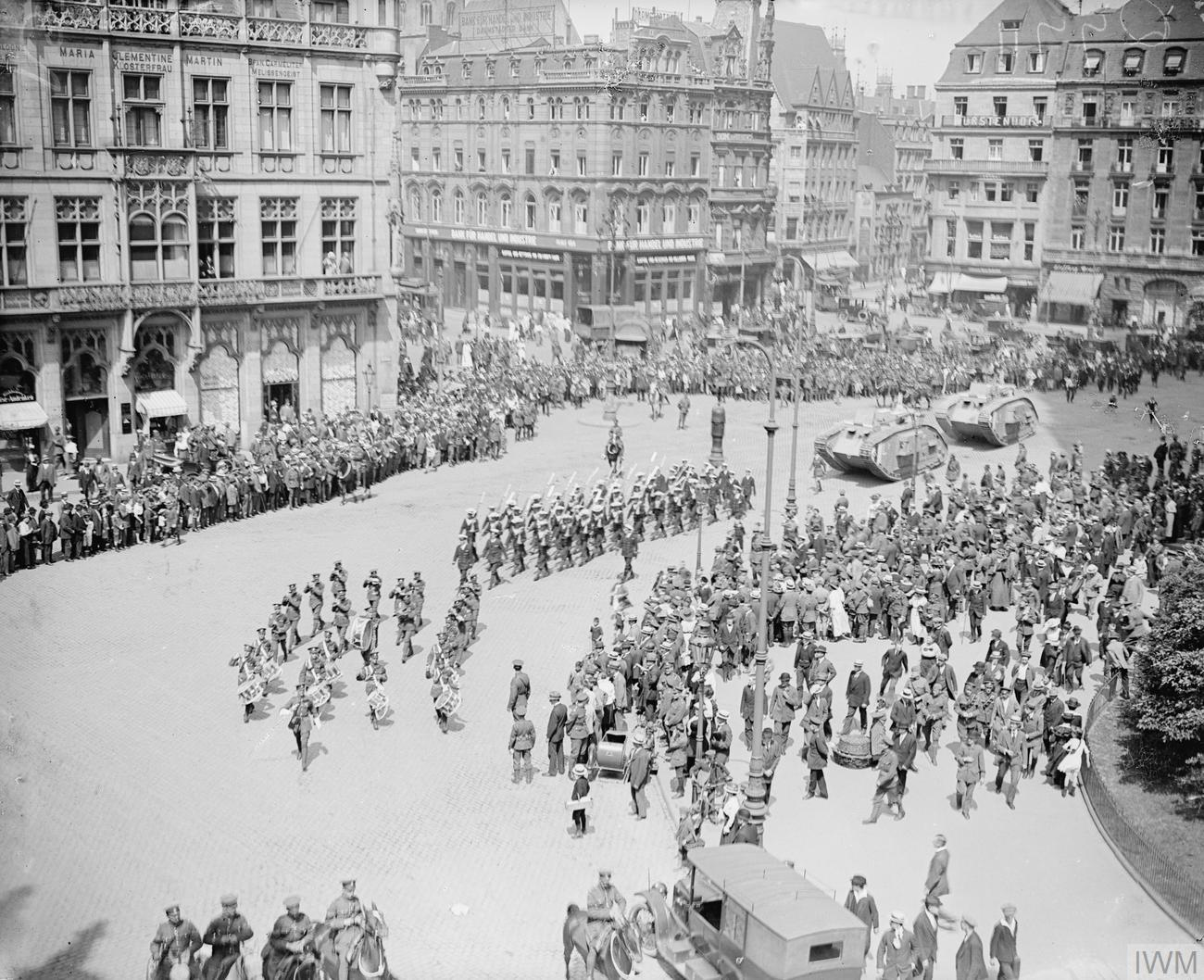
Due carri armati che passano attraverso Colonia per l'ispezione da parte del comandante del VI Corpo d'armata, il generale Aylmer Haldane, giugno 1919

La prima forza di occupazione venne istituita nel marzo 1919 per mettere in atto l'occupazione della Renania, imposta dalle potenze vincitrici con l'armistizio di Compiègne. L'armata venne composta da cinque corpi d'armata di due divisioni ciascuno, più una divisione di cavalleria:
II Corpo d'Armata: Sir Claud Jacob
- Light Division (2nd Division): maggior generale George Jeffreys
- Southern Division (29th Division): maggior generale William Heneker

IV Corpo d'Armata: Sir Alexander Godley
- Lowland Division (9th Division)
- Highland Division (62nd Division)

VI Corpo d'Armata: Sir Aylmer Haldane
- Northern Division (3rd Division)
- London Division (41st Division)

IX Corpo d'Armata: Sir Walter Braithwaite, sostituito da Ivor Maxse
- Western Division (1st Division)
- Midland Division (6th Division)

X Corpo d'Armata: Sir Thomas Morland
- Lancashire Division (32nd Division)
- Eastern Division (34th Division)

Cavalry Division (1st Cavalry Division)
Tuttavia la maggior parte di queste unità vennero progressivamente sciolte, e nel febbraio 1920 in Germania erano presenti solo sei battaglioni:
- 1º Battaglione, Royal Irish Regiment
- 4º Battaglione, Worcestershire Regiment
- 2º Battaglione, Black Watch (Royal Highlanders)
- 1º Battaglione, Middlesex Regiment
- 3º Battaglione, Middlesex Regiment
- 1º Battaglione, Durham Light Infantry

Nel mese di agosto 1920 Winston Churchill annunciò al parlamento britannico che l'armata britannica in Germania contava ormai soli 13.360 uomini, divisi tra stato maggiore, cavalleria, Royal Artillery, Royal Engineers, fanteria, mitragliatrici di corpo d'armata, carri armati e i soliti servizi ausiliari. Le truppe erano situate principalmente nelle vicinanze di Colonia ad un costo mensile approssimativo di £ 300.000..  The Cologne Post fu un giornale pubblicato per i membri del BAOR durante questo periodo.
Dal 1922 la BAOR fu riorganizzata e suddivisa in due brigate:
1st Rhine Brigade
- 1º Battaglione, Northumberland Fusiliers 1922–1926
- 1º Battaglione, West Yorkshire Regiment 1922–1926
- 2º Battaglione, Queen's Own Cameron Highlanders 1922–1926
- 1º Battaglione, York and Lancaster Regiment 1922–1924
- 2º Battaglione, Royal Berkshire Regiment 1926–1928
- 2º Battaglione, Royal Welch Fusiliers novembre 1926 – ottobre 1929
- 2º Battaglione, Worcestershire Regiment 1926–1928

2nd Rhine Brigade
- 2º Battaglione, Duke of Cornwall's Light Infantry 1922–1924
- 1º Battaglione, King's Own Yorkshire Light Infantry 1922–1924
- 2º Battaglione, King's Royal Rifle Corps 1922–1925
- 1º Battaglione, Royal Ulster Rifles 1922–1926
- 1º Battaglione, Manchester Regiment 1923–1924
- 2º Battaglione, King's Shropshire Light Infantry 1924–1927
- 1º Battaglione, Oxford and Bucks Light Infantry 1925–1927
- 2º Battaglione, Royal Fusiliers 1926–1929
- 2º Battaglione, Leicestershire Regiment 1927–1929
- 2º Battaglione, Dorsetshire Regiment 1928–1929

### Comandanti in Capo
- Maresciallo Lord Plumer 1918–1919[4]
- Generale Sir William Robertson 1919–1920
- Generale Sir Thomas Morland 1920–1922
- Generale Sir Alexander Godley 1922–1924
- Generale Sir John Du Cane 1924–1927
- Generale Sir William Thwaites 1927–1929

### 1945 - 1994

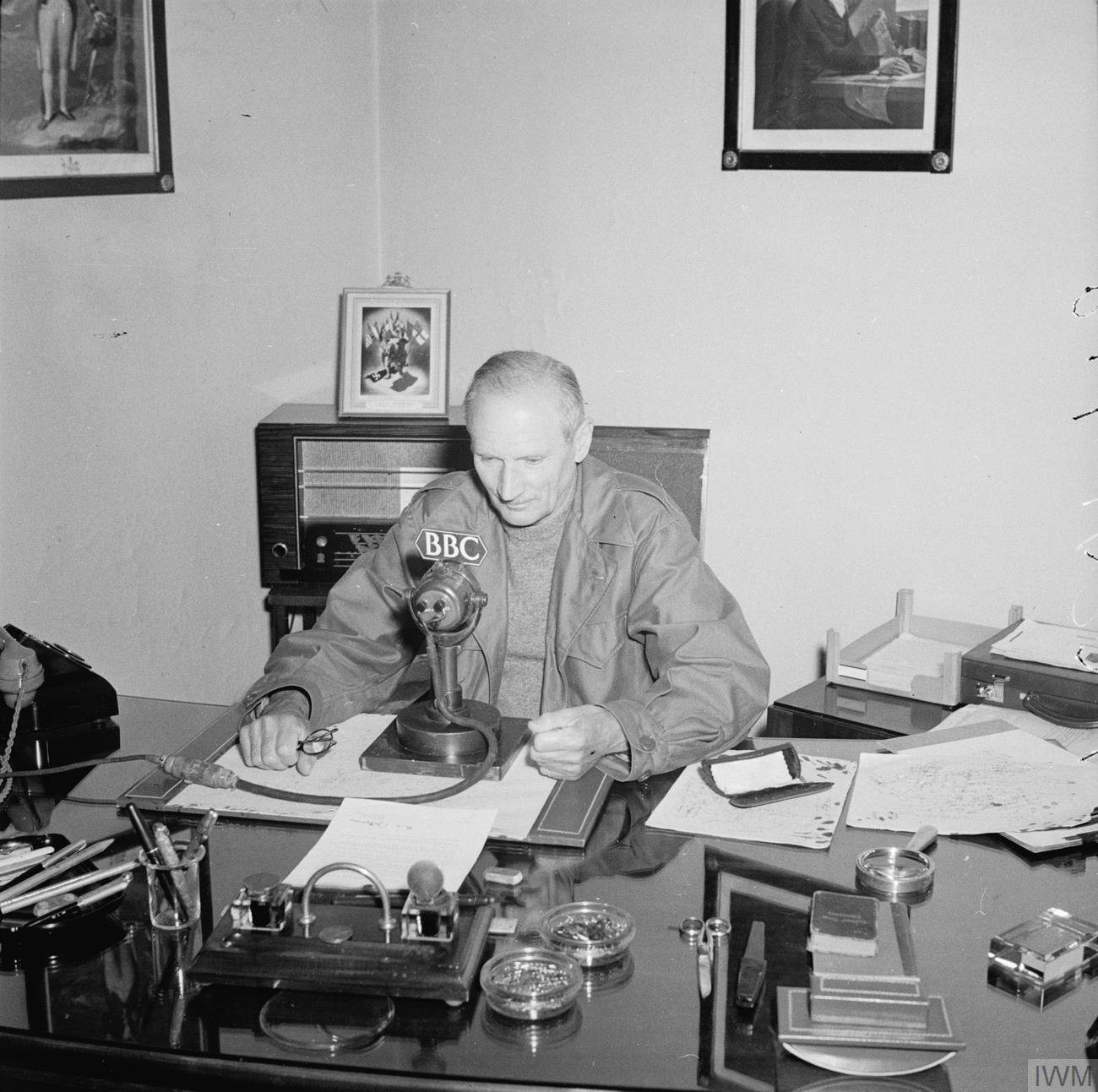
Il feldmaresciallo Visconte Montgomery di Alamein che registra una trasmissione radio per contrassegnare il cambio di nome da British Liberation Army a British Army of the Rhine

Un veicolo corazzato Warrior come utilizzato dai 13 battaglioni di fanteria meccanizzata della 1ª, della 3ª e della 4ª Divisione corazzata della British Army of the Rhine nel periodo 1988-1994

La seconda British Army of the Rhine venne costituita il 25 agosto 1945 a partire dal British Liberation Army. La sua funzione originaria era di controllare i distretti di corpo d'armata, che gestivano il governo militare della zona britannica della Germania occupata. Dopo l'assunzione del governo da parte dei civili, divenne esclusivamente la struttura di comando per le truppe in Germania, sgravandosi dei compiti amministrativi civili.
Con l'aumentare della potenziale minaccia di invasione sovietica attraverso la pianura della Germania del nord nella Germania occidentale, la BAOR diventò responsabile della difesa della Repubblica Federale Tedesca più che della sua occupazione. Divenne la struttura primaria che controllava il contributo britannico alla NATO dopo la formazione dell'alleanza nel 1949. La sua formazione primaria da combattimento era il I Corpo d'armata britannico. Dal 1952 il comandante in capo della BAOR fu anche il comandante del Gruppo d'Armate Settentrionale (NORTHAG - Northern Army Group) della NATO in caso di una guerra totale con l'Unione Sovietica e con il patto di Varsavia. La BAOR era armata anche con armi nucleari tattiche. Nel 1967, la forza venne ridotta in forza a 53.000 soldati, rispetto agli 80.000 di dieci anni prima.
La BAOR era una formazione pesante interamente meccanizzata che avrebbe avuto un compito difficile ed essenziale in caso di guerra contro il Patto di Varsavia: le sue forze avrebbero costituito la prima linea che avrebbe affrontato l'urto iniziale soprattutto della 3ª Armata d'urto sovietica di cui si aspettava l'attacco, con quattro divisioni carri della Guardia, in direzione della pianura della Bassa Sassonia. Nell'arco del tempo il BAOR variò ripetutamente il suo ordine di battaglia ma rimasero sempre disponibili almeno tre divisioni corazzate. Negli anni 80 il BAOR era equipaggiato con i carri Challenger e Chieftain assegnati alle tre divisioni corazzate: la 1ª Divisione corazzata, con quartier generale a Verden, e la 3ª Divisione corazzata, con quartier generale a Soest, avrebbero formato lo schieramento di prima linea, mentre la 4ª Divisione corazzata, con quartier generale a Herford, avrebbe costituito l'unità di riserva.

### Dopo il 1994
I tagli alla difesa dell'Options for Change del 1993 portarono alla sostituzione della BAOR con i 25.000 soldati delle British Forces Germany (BFG) nel 1994. Questa forza, forte di circa 25.000 uomini, venne divisa tra il Quartier Generale dell'Allied Command Europe Rapid Reaction Corps, la 1ª Divisione corazzata, altre forze di supporto al combattimento e di supporto ai servizi di combattimento ed elementi amministrativi guidati dallo United Kingdom Support Command (Germany). Le guarnigioni che a quel tempo vennero chiuse includevano Soest (sede della 6ª Brigata corazzata), Soltau (sede della 7th Armoured Brigade) e Minden (sede dell'11th Armoured Brigade).
A seguito del Strategic Defence and Security Review 2010, lo schieramento permanente delle unità dell'esercito britannico in Germania iniziò ad essere gradualmente eliminato, con l'ultima base militare restituita alla Bundeswehr nel febbraio 2020.

#### Comandanti in capo
I comandanti furono:
- Maresciallo Lord Montgomery 1945–1946
- Tenente Generale Sir Richard McCreery 1946–1948
- Tenente Generale Sir Brian Horrocks 1948
- Tenente Generale Sir Charles Keightley 1948–1951
- Generale Sir John Harding 1951–1952
- Generale Sir Richard Gale 1952–1957
- Generale Sir Dudley Ward 1957–1960
- Generale Sir James Cassels 1960–1963
- Generale Sir William Stirling 1963–1966
- Generale Sir John Hackett 1966–1968
- Generale Sir Desmond Fitzpatrick 1968–1970
- Generale Sir Peter Hunt 1970–1973
- Generale Sir Harry Tuzo 1973–1976
- Generale Sir Frank King 1976–1978
- Generale Sir William Scotter 1978–1980
- Generale Sir Michael Gow 1980–1983
- Generale Sir Nigel Bagnall 1983–1985
- Generale Sir Martin Farndale 1985–1987
- Generale Sir Brian Kenny 1987–1989
- Generale Sir Peter Inge 1989–1992
- Generale Sir Charles Guthrie 1992 – Maggio 1994 (comando sciolto)

#### Guarnigioni
- Bergen-Hohne
- Osnabrück
- Vestfalia